# Tricharina ochroleuca
Tricharina ochroleuca är en svampart som först beskrevs av Giacopo Bresàdola, och fick sitt nu gällande namn av Eckblad 1968. Tricharina ochroleuca ingår i släktet Tricharina och familjen Pyronemataceae.   Inga underarter finns listade i Catalogue of Life.